# Circonscription de Rabat-Salé-Kénitra

Carte de la circonscription.

La circonscription de Rabat-Salé-Kénitra est la circonscription législative marocaine de la région de Rabat-Salé-Kénitra. Elle est l'une des douze circonscriptions législatives régionales créées après la réforme électorale de 2021. Elle est représentée dans la XIe législature par Khadija Oualbacha, Sakina Lahmouch, Latifa Leblih, Khadija Zoumi, Rabia Bouja, Nadia Thami, Yasmine Lemghour, Touria El Azzaoui, Jihane Tatou et Aicha El Karji.

## Historique des élections

### Élections de 2021
| Parti             | Parti                                                       | Voix      | %      | Députée(s) élus   |  |
| ----------------- | ----------------------------------------------------------- | --------- | ------ | ----------------- |  |
|                   | Rassemblement national des indépendants (RNI)               | 267 660   | 28,15  | Yasmine Lemghour  |  |
| Touria El Azzaoui | Rassemblement national des indépendants (RNI)               | 267 660   | 28,15  |                   |  |
|                   | Parti authenticité et modernité (PAM)                       | 142 478   | 14,99  | Latifa Leblih     |  |
|                   | Parti de l'Istiqlal (PI)                                    | 104 994   | 11,04  | Khadija Zoumi     |  |
|                   | Union constitutionnelle (UC)                                | 99361     | 10,45  | Jihane Tatou      |  |
|                   | Mouvement populaire (MP)                                    | 78255     | 8,23   | Sakina Lahmouch   |  |
|                   | Union socialiste des forces populaires (USFP)               | 63001     | 6,63   | Aicha El Karji    |  |
|                   | Parti de la justice et du développement (PJD)               | 47471     | 4,99   | Rabia Bouja       |  |
|                   | Mouvement démocratique et social (MDS)                      | 42900     | 4,51   | Khadija Oualbacha |  |
|                   | Parti du progrès et du socialisme (PPS)                     | 38913     | 4,09   | Nadia Thami       |  |
|                   | Alliance de la fédération de gauche (AGD)                   | 12694     | 1,34   |                   |  |
|                   | Parti de l'environnement et du développement durable (PEDD) | 6398      | 0,67   |                   |  |
|                   | Parti socialiste unifié (PSU)                               | 6328      | 0,67   |                   |  |
|                   | Parti marocain libéral (PML)                                | 5891      | 0,62   |                   |  |
|                   | Parti de l'équité (PRE)                                     | 5490      | 0,58   |                   |  |
|                   | Front des forces démocratiques (FFD)                        | 5470      | 0,58   |                   |  |
|                   | Union marocaine pour la démocratie (UMD)                    | 4333      | 0,46   |                   |  |
|                   | Parti des Néo-Démocrates (PND)                              | 3247      | 0,34   |                   |  |
|                   | Parti de l'unité et de la démocratie (PUD)                  | 2640      | 0,28   |                   |  |
|                   | Parti démocratique de l'indépendance (PDI)                  | 2567      | 0,27   |                   |  |
|                   | Parti de la réforme et du développement (PRD)               | 2067      | 0,22   |                   |  |
|                   | Parti du centre social (PCS)                                | 1778      | 0,19   |                   |  |
|                   | Parti travailliste (PT)                                     | 1587      | 0,17   |                   |  |
|                   | Parti de la renaissance et de la vertu (PRV)                | 1365      | 0,14   |                   |  |
|                   | Parti de l'Espoir (PE)                                      | 1360      | 0,14   |                   |  |
|                   | Parti vert marocain (PVM)                                   | 899       | 0,09   |                   |  |
|                   | Parti de la liberté et de la justice sociale (PLJS)         | 678       | 0,07   |                   |  |
|                   | Parti de la renaissance (PAN)                               | 509       | 0,05   |                   |  |
|                   | Parti de la société démocratique (PSD)                      | 331       | 0,03   |                   |  |
|                   | Parti démocrate national (PDN)                              | 77        | 0,01   |                   |  |
|                   |                                                             |           |        |                   |  |
| Inscrits          | Inscrits                                                    | 1 977 828 | 100,00 |                   |  |
| Abstentions       | Abstentions                                                 | 1 027 086 | 51,93  |                   |  |
| Exprimés          | Exprimés                                                    | 950 742   | 48,07  |                   |  |